# Base navale d'Otchamtchira
La base navale d'Otchamtchira (en russe : Очамчира (пункт базирования) est une base navale située à Otchamtchiré en Abkhazie (région sécessionniste de la Géorgie) qui est utilisée par la flotte de la mer Noire de la Marine russe.

## Histoire
Créée comme point d'appui du FSB, elle devint une base pour la Marine russe.